# Distretto di Lakshmipur
Il distretto di Lakshmipur è un distretto del Bangladesh situato nella divisione di Chittagong. Si estende su una superficie di 1440,39 km² e conta una popolazione di 1.729.188 abitanti (censimento 2011).

## Suddivisioni amministrative
Il distretto si suddivide nei seguenti sottodistretti (upazila):
- Lakshmipur Sadar
- Raipur
- Ramganj
- Ramgati
- Kamalnagar